# Storia della Danimarca
La storia della Danimarca è caratterizzata dalla comunanza con quella dei Vichinghi. Seguì il regno di Danimarca, che dal XVI al XIX secolo fu unito con la Norvegia. Persa la Norvegia dopo le guerre napoleoniche, nel 1848 diventò monarchia costituzionale. Nella prima guerra mondiale la Danimarca si dichiarò neutrale mentre nella seconda fu occupata dalla Germania. Nel 1973 la Danimarca aderì alla Comunità europea, ma non ha adottato l'euro nel 2000.

## Preistoria

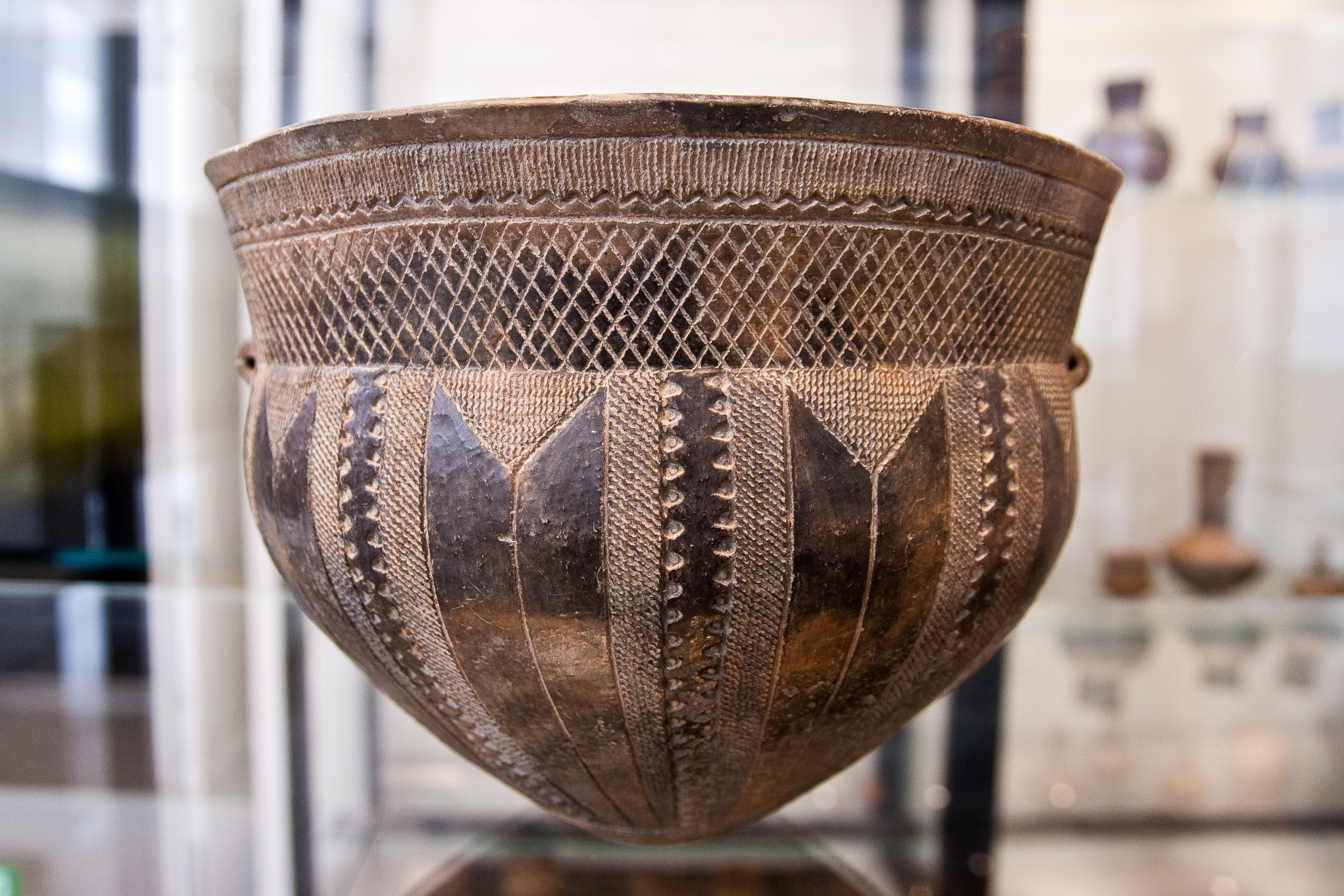
Vaso di Skarpsalling

Le prime tracce della civiltà umana in Danimarca risalgono a un periodo interglaciale dell'età della pietra. Dopo l'era glaciale, la superficie della terraferma era molto più grande di quella attuale, perché il livello del Mare del Nord era più basso di 100 m rispetto a oggi. Le acque del Mar Baltico, allora bacino d'acqua dolce, si innalzavano di 50 m rispetto a quelle del Mare del Nord.
Come nel resto dell'Europa occidentale, il ripopolamento post-glaciale dai rifugi glaciali è avvenuto principalmente da parte dei cacciatori-raccoglitori dell'Europa meridionale per un periodo di 5.000 anni. L'unico aplogruppo del cromosoma Y è I2. In questo periodo predominano gli occhi azzurri e i capelli scuri.
È in questo periodo che compare la cultura di Bromme, ancora epipaleolitica (10000-8400 a.C.). Le tribù di questa cultura, che probabilmente vivevano nella regione solo stagionalmente, cacciavano ancora alci, cavalli, cinghiali e renne nella tundra. Seguirono i Maglemosiani (8400-6000 a.C.) e i Kongemosiani (6000-5200 a.C.). Sebbene le prime popolazioni mesolitiche in Danimarca avessero una dieta basata sulla caccia, in seguito la situazione cambiò e questa popolazione ebbe sempre più accesso alle risorse marine1. Il Kongemosiano aveva una dieta più varia, che prevedeva il consumo di bacche, noci, pesce, crostacei, uccelli e radici. L'ultima cultura mesolitica, quella di Ertebølle (5200-4000 a.C.), caratterizzata da cumuli di conchiglie, ha lasciato tracce nello Jutland.
L'arrivo del Neolitico fu tardivo (~ 3900 a.C.) e fu introdotto dalle popolazioni del Danubio. Le somiglianze nella cultura materiale e nelle attività di estrazione della selce suggeriscono che i primi agricoltori della Scandinavia meridionale provenissero o avessero stretti legami sociali con la cultura di Michelsberg dell'Europa centrale. Ciò ha comportato un profondo cambiamento nella popolazione della regione, con un contributo relativamente scarso da parte della popolazione locale di cacciatori-raccoglitori. Il mix cacciatore-raccoglitore osservato negli individui danesi sembra essersi verificato prima dell'arrivo degli agricoltori nella regione, probabilmente nell'Europa centrale1. Anche la dieta è cambiata improvvisamente, tornando a un consumo puramente terrestre. Le pratiche agricole sono caratterizzate da un ripetuto disboscamento della foresta mediante incendi, seguito da una ricrescita. La proporzione di capelli più chiari nella popolazione aumentò bruscamente nel Neolitico.
La cultura del bicchiere imbutiforme fu la prima a praticare l'agricoltura (circa 3900 a.C.). A quest'epoca risale il noto vaso di Skarpsalling.

## Età del Bronzo ed Età del Ferro

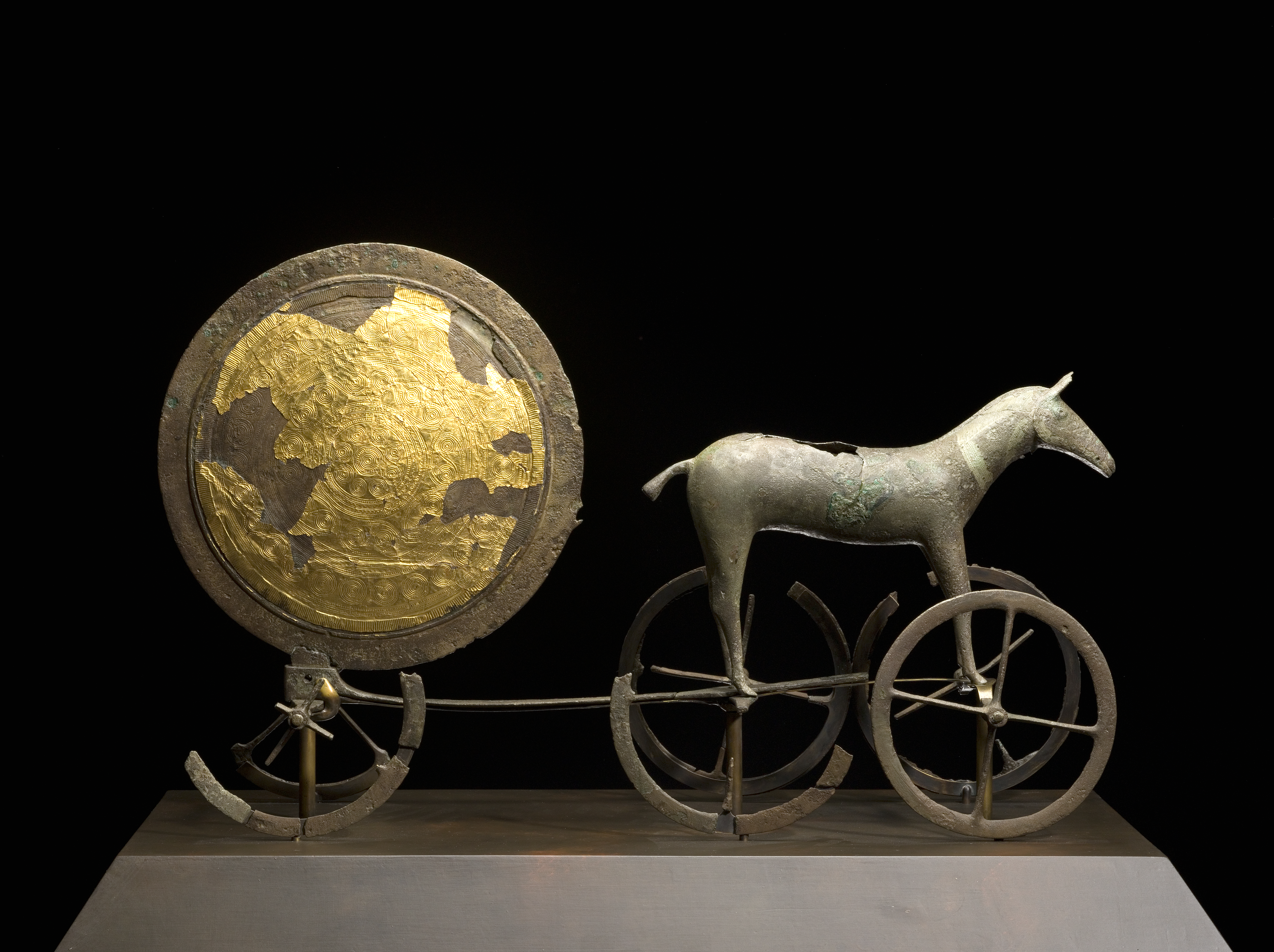
Il famoso carro solare di Trundholm (Solvognen in lingua danese), un manufatto bronzeo risalente alla tarda Età del bronzo realizzato col metodo della cera persa e conservato nel Nationalmuseet di Copenaghen. Gli studiosi l'hanno datato al XV secolo a.C. e credono che illustri un importante concetto espresso nella mitologia dell'età del bronzo scandinava.

Le prime notevoli attestazioni archeologiche della Danimarca sono databili all'età del bronzo scandinava come il carro solare di Trundholm e la nota sepoltura della Ragazza di Egtved.
Durante l'età del Ferro il territorio della Danimarca era abitato da popolazione germaniche. A quest'epoca si fa risalire la sepoltura di Grauballe, il celebre calderone di Gundestrup e i carri di Dejbjerg, oggi conservati al Museo Nazionale Danese.
A questo periodo risalgono le testimonianze dell'immigrazione celtica in Danimarca e in molte parti dell'Europa nord-occidentale, il cui passaggio si riflette in alcuni dei primi toponimi. Tuttavia, specialisti celtici come Venceslao Kruta sottolineano che, a parte l'arredamento e i prestiti tecnici, la cultura locale non fu praticamente influenzata. D'altra parte, si ritiene che la cultura di Jastorf dello Jutland e della Germania settentrionale, che risale al IV-I secolo a.C., abbia svolto un ruolo fondamentale per le culture scandinave durante il suo periodo di massimo splendore.
Durante l'Impero romano era abitata dai Teutoni e Cimbri; quest'ultimi diedero nome alla denominazione della Danimarca di epoca romana, ovvero Chersonesus cimbrica. La prima menzione dei Cimbri e dei Teutoni, che si insediarono nello Jutland e a sud di esso, risale al 113 a.C.. L'esaurimento delle terre coltivate, le trasgressioni marine e altre tempeste e l'importanza delle aree torbose sembrano aver contribuito alle migrazioni dei Cimbri e dei Teutoni.
Durante il V secolo fu occupata dagli Juti, da cui deriva il nome odierno della penisola dello Jutland, ovvero la terra degli Juti.
Ai Cimbri o agli Juti è attribuita la produzione dei Corni d'oro di Gallehus.

## Medioevo

### L'Alto Medioevo

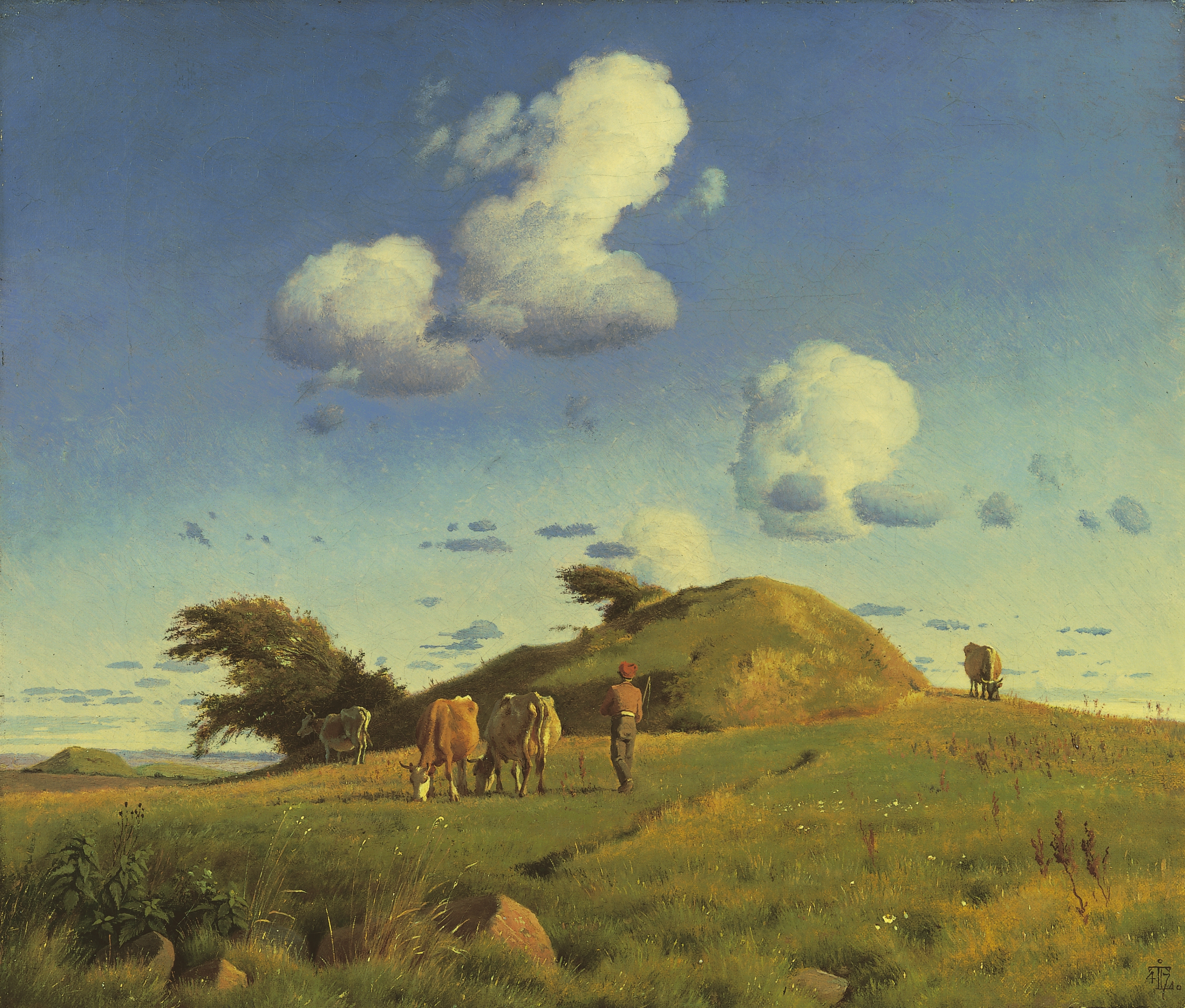
Hankehøj - Johan Thomas Lundbye - Paesaggio collinare danese. Da notare le caratteristiche post-glaciali del territorio e il kurgan, il tumulo sepolcrale al centro del dipinto

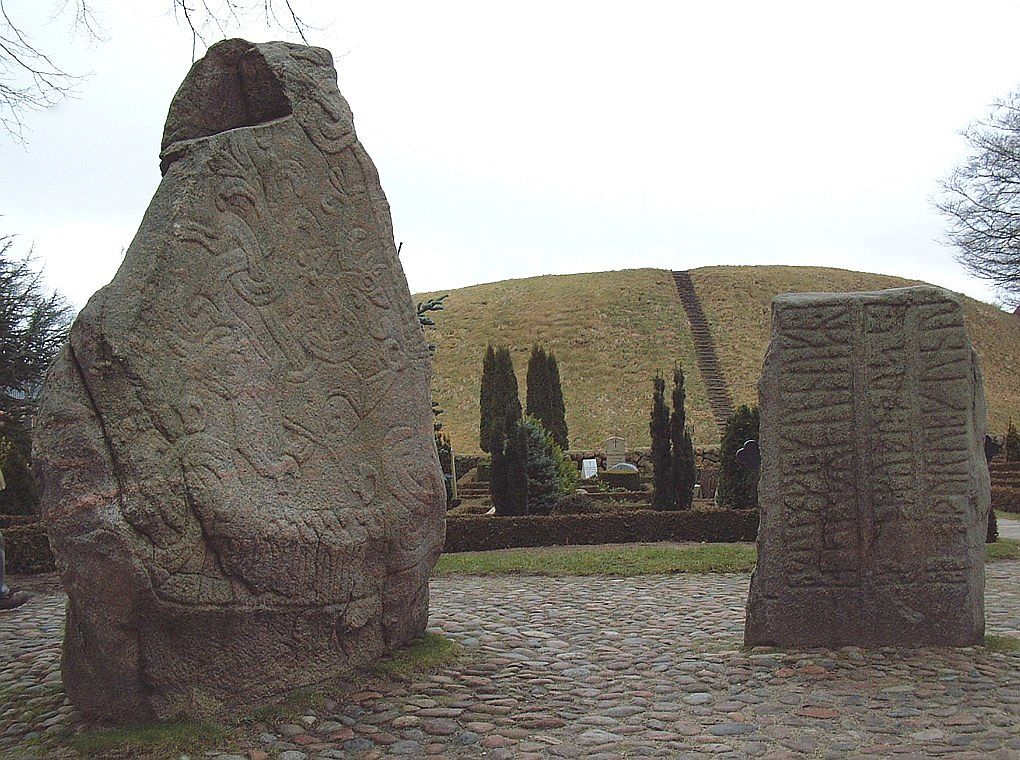
Le Pietre di Jelling viste da nord con sullo sfondi il Tumulo di Gorm il Vecchio

Durante la prima metà del VI secolo compaiono riferimenti sull'esistenza dei danesi nelle fonti gotiche, franche e bizantine. Come ad esempio la descrizione che fa Procopio delle migrazioni degli Eruli dalla regione del Danubio verso nord. Durante questa migrazione vengono nominati i Danoi, come uno dei popoli con cui gli Eruli si scontrarono. Giordane parla nella sua "Storia Gotica" di conflitti tra danesi ed Eruli. Qui inoltre i Danesi sono menzionati come discendenti dei Sitoni, abitanti dell'odierna Svezia. Gregorio di Tours parla di un re, un certo Clochilaico come il "re danese". Infine, il poeta Venanzio Fortunato celebra le vittorie dei re franchi Clotario I e Chilperico sui danesi. Nella maggior parte di queste citazioni, la dimora dei danesi viene descritta come la Svezia meridionale, in particolare nelle aree della Scania e del Halland, due regioni che appartenevano alla Danimarca fino al 1658.
Come testimoniano le Pietre di Jelling, attorno al 965 i Danesi furono uniti e cristianizzati da Aroldo I di Danimarca, il secondo ad essere riconosciuto re di Danimarca. Nei primi anni dell'XI secolo Canuto il Grande riuscì a riunire sotto il suo dominio Danimarca, Inghilterra e Norvegia per quasi trent'anni. I regni di Svezia, Danimarca e Norvegia si costituiscono intorno all'anno 1000, pressappoco quando i vichinghi che abitavano questi territori si convertono al cristianesimo. La Danimarca domina la regione del Baltico fino al 1600 circa, quando comincia l'ascesa dell'Impero svedese.

### Il Basso Medioevo

L'Inghilterra nell'878: il Danelaw è indicato in rosa.

Tra l'VIII e il X secolo i vichinghi Danesi, insieme a quelli Norvegesi e Svedesi fondarono colonie, commerciarono e compirono incursioni e saccheggi in tutta Europa. Gli esploratori vichinghi furono i primi a scoprire per caso l'Islanda nel IX secolo mentre si stavano dirigendo verso le Isole Fær Øer e, probabilmente, giunsero fino a Vinland (La terra del vino), quella che ai nostri giorni è conosciuta come Terranova in Canada.
I Vichinghi danesi furono i più attivi in Inghilterra e in Francia e riuscirono per un certo periodo a conquistare e controllare alcune parti di quei paesi, fondando il Danelaw in Inghilterra e la Normandia in Francia. È stato trovato un maggior numero di monete anglosassoni risalenti a quest'epoca in Danimarca piuttosto che in Inghilterra, a testimoniare il dominio danese sull'isola. Il Danelaw comprendeva la metà nord-orientale di ciò che ora costituisce l'Inghilterra, dove i danesi si stabilirono e prevalevano la legge e il governo danesi. Prima di allora, l'Inghilterra era composta da circa sette regni anglosassoni indipendenti; i danesi conquistarono e misero fine a tutti questi tranne il regno del Wessex. Alfredo il Grande, re del Wessex, emerse da queste prove come l'unico re inglese rimasto, e quindi come il primo monarca inglese.
Inoltre, si ritiene che alcuni danesi abbiano partecipato con i norvegesi che si sono trasferiti a ovest nell'Oceano Atlantico, nelle isole Shetland  (che furono colonie norvegesi per circa 500 anni) e in Groenlandia. I norvegesi della Groenlandia persistettero dal 1000 d.C. al 1450 d.C. circa. Di recente sono stati scoperti accampamenti commerciali stagionali sull'isola di Baffin (già citata fin dall'anno 986 nella saga vichinga di Leif Erikson sotto l'appellativo di Helluland) contenenti corde europee, tracce di metallo, muratura e resti di ratti. Brevi spedizioni vichinghe in Nord America intorno al 1000 non portarono ad alcun insediamento duraturo. Altre incursioni vichinghe in Germania e nel Mediterraneo furono di breve durata e non ebbero effetti duraturi.
     Norvegia
     Svezia
     Danimarca
     Conquiste della Danimarca nel 1219
     Livonia prima del 1343

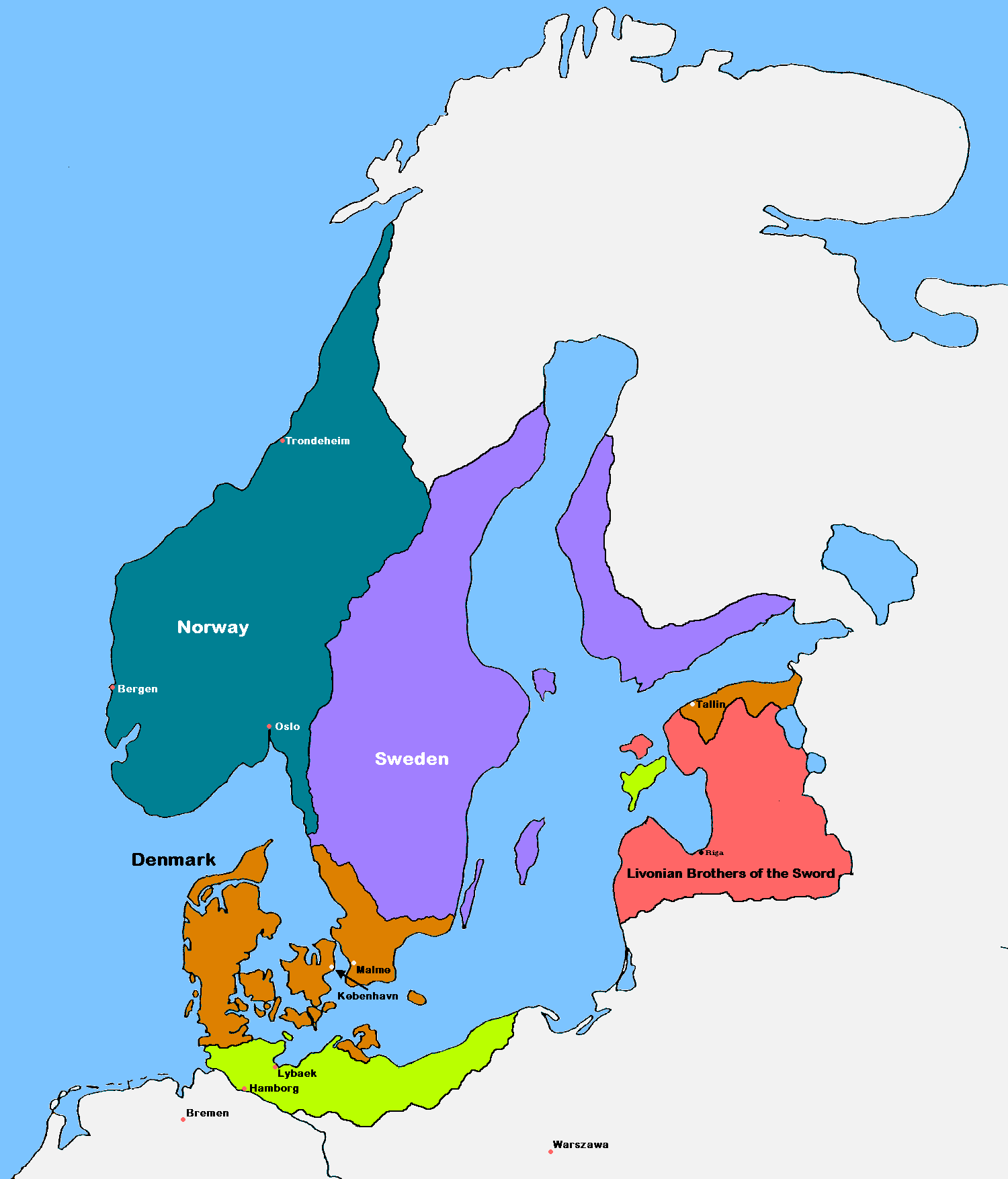
I Paesi del Nord tra il XIII e l'inizio del XIV secolo:
Norvegia
Svezia
Danimarca
Conquiste della Danimarca nel 1219
Livonia prima del 1343

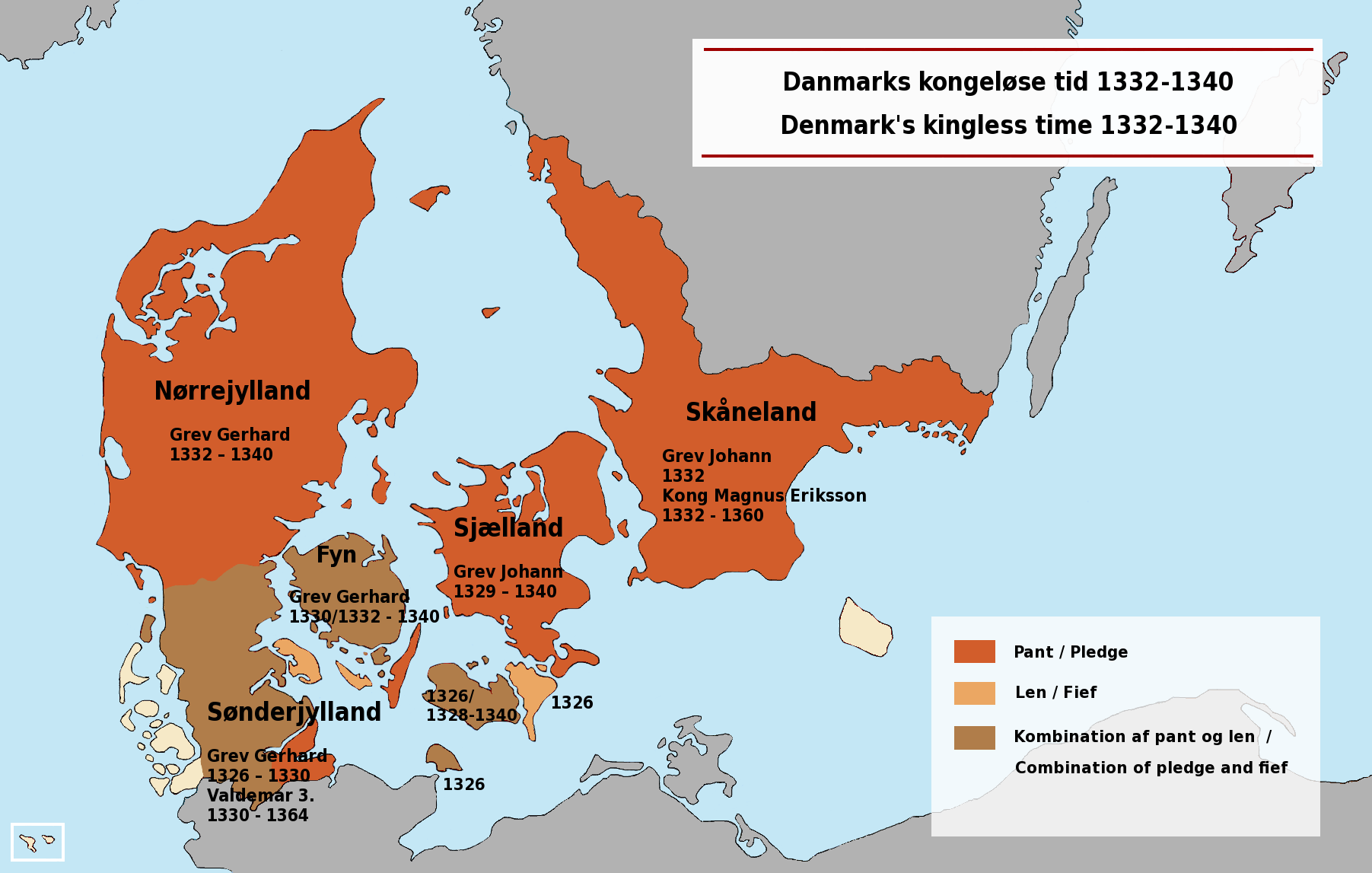
La Danimarca negli anni 1332–1340 senza re: le attuali province svedesi di Scania, Blekinge e Halland faceva parte della Danimarca. L'Estonia danese non viene mostrata nella mappa perché all'epoca era sotto la protezione dell'Ordine livoniano.

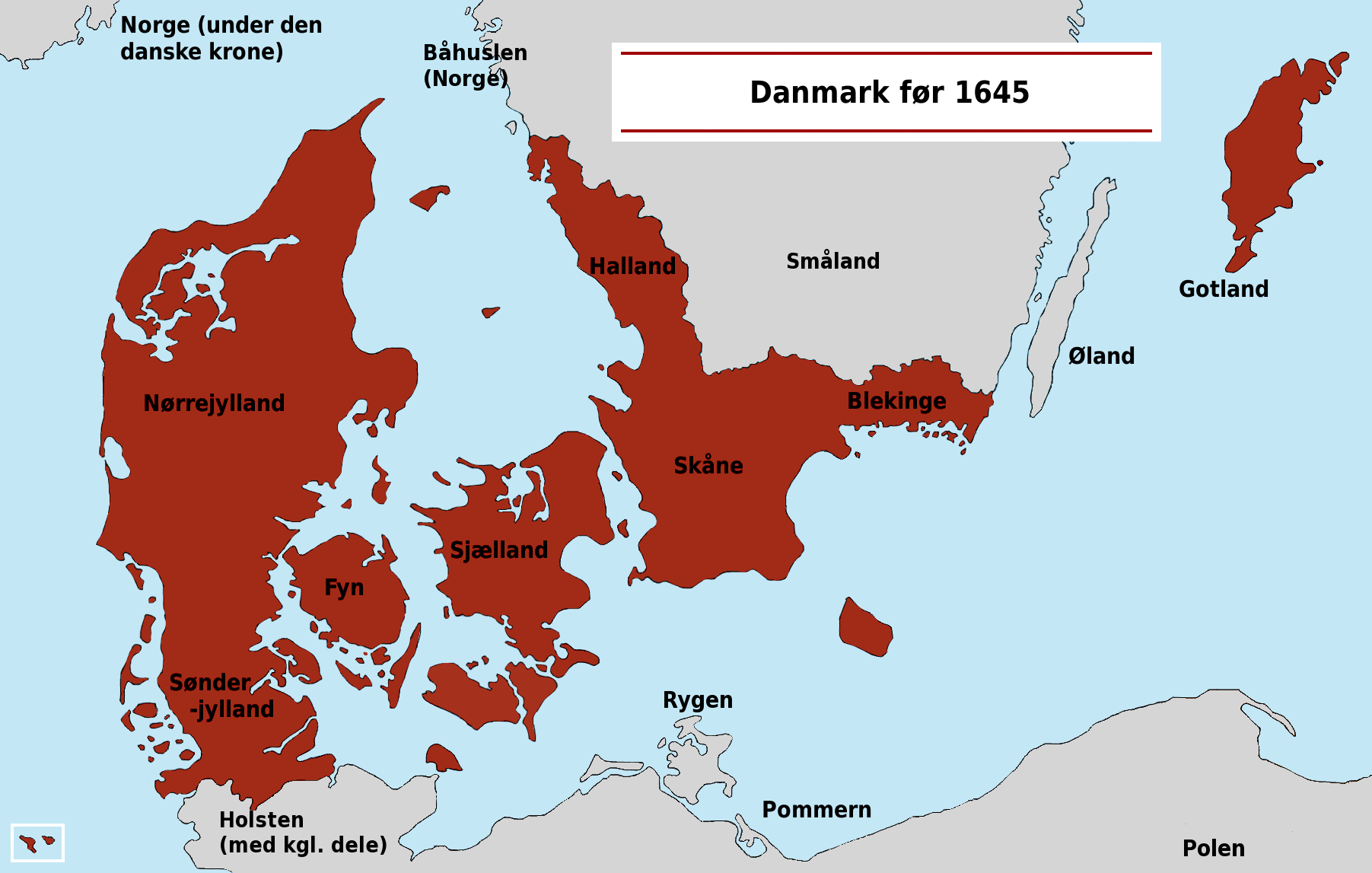
La Danimarca prima del 1645 e le cessioni territoriali conseguenti alla guerra di Torstenson.

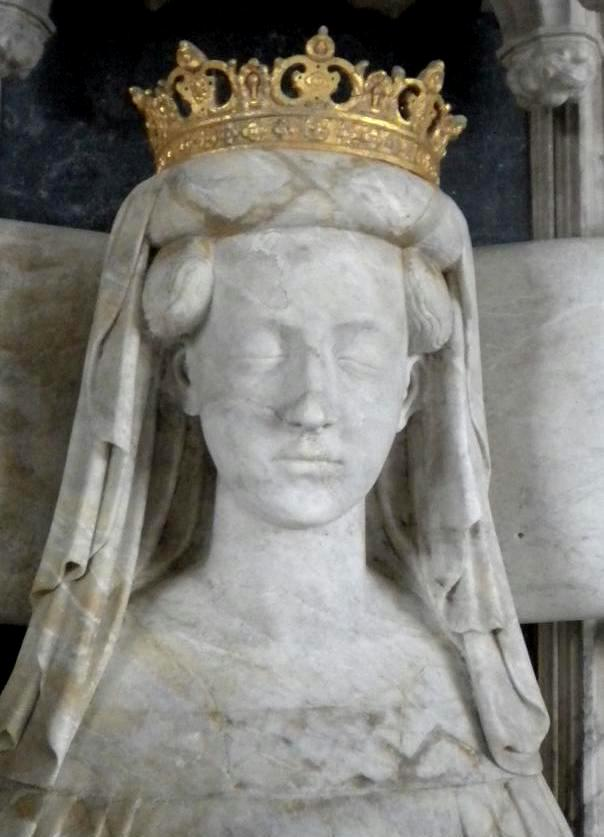
La regina Margherita I

Durante l'Alto e Basso medioevo il regno di Danimarca incluse anche la regione svedese dello Skåneland (Scania, Halland e Blekinge) e i suoi re dominavano anche l'Estonia danese e i ducati di Schleswig e Holstein. La maggior parte di questi ultimi due territori fanno ora parte della Germania settentrionale.
Durante il disastroso regno di Cristoforo II (1319-1332), la maggior parte del paese fu conquistata dai conti provinciali (eccetto la Scania, che venne conquistata dalla Svezia) dopo numerose rivolte contadine e conflitti con la Chiesa. Per otto anni dopo la morte di Cristoforo, dal 1332 al 1340, la Danimarca non ebbe re e fu invece controllata dai conti. Dopo che uno di loro, Gerardo III di Holstein-Rendsburg, fu assassinato nel 1340, il figlio di Cristoforo, Valdemaro, venne scelto come re e gradualmente iniziò a recuperare i territori, che furono finalmente completati nel 1360. Nel corso del XIV secolo si distinse, inoltre, la figura di Niels Ebbesen, considerato spesso eroe nazionale.
La peste nera, che arrivò in Danimarca in questi anni, aiutò anche la campagna di Valdemaro. I suoi continui sforzi per espandere il regno dopo il 1360 lo portarono in aperto conflitto con la Lega Anseatica. Conquistò l'isola di Gotland, con grande dispiacere della Lega, che perse Visby, un'importante città commerciale ivi situata.
L'alleanza anseatica con la Svezia per attaccare la Danimarca inizialmente si rivelò un fiasco poiché le forze danesi catturarono una grande flotta anseatica e la riscattarono per una somma enorme. Fortunatamente per la Lega, i nobili dello Jutland si ribellarono alle pesanti tasse imposte per combattere la guerra espansionistica nel Baltico; le due forze lavorarono contro il re, costringendolo all'esilio nel 1370. Per diversi anni, la Lega Anseatica controllò le fortezze sul tra la Scania e la Zelanda.
La regina danese Margherita I, figlia di Valdemaro Atterdag, si trovò sposata nel 1363 con Håkon VI di Norvegia nel tentativo di unire i due regni, insieme alla Svezia, poiché Håkon aveva legami di parentela con la famiglia reale svedese. I piani dinastici prevedevano che suo figlio, Olaf II, governasse i tre regni, ma dopo la sua morte prematura nel 1387 assunse lei stessa il ruolo (1387-1412). Durante la sua vita (1353-1412) i tre regni di Danimarca, Norvegia e Svezia (comprese le Isole Faroe, nonché l'Islanda, la Groenlandia e l'odierna Finlandia) furono collegati sotto il suo abile governo, in quella che divenne nota come l'Unione di Kalmar, ufficializzata nel 1397 per volere della stessa Margherita I. Si trattava di un'Unione personale tra stati che mantenevano comunque la loro indipendenza nominale; la Scandinavia rimase unita grazie a questo patto fino al 1523, quando la Svezia decise di svincolarsene.
Il suo successore, Eric di Pomerania (re di Danimarca dal 1412 al 1439), non aveva l'abilità di Margherita e quindi causò direttamente la rottura dell'Unione di Kalmar. La politica estera di Eric travolse la Danimarca in una serie di guerre con i conti di Holstein e la città anseatica di Lubecca. Quando la Lega Anseatica impose un embargo commerciale alla Scandinavia, gli svedesi (che videro la loro industria mineraria colpita negativamente) si ribellarono. I tre paesi dell'Unione di Kalmar dichiararono tutti Eric deposto nel 1439.
Tuttavia, il sostegno all'idea del regionalismo continuò, così quando il nipote di Eric, Cristoforo di Baviera, salì al trono nel 1440, riuscì a farsi eleggere in tutti e tre i regni, riunendo brevemente la Scandinavia (1442–1448). La nobiltà svedese divenne sempre più scontenta del dominio danese e l'unione presto divenne semplicemente un concetto legale con poca applicazione pratica. Durante i successivi regni di Cristiano I (1450–1481) e Hans (1481–1513), le tensioni crebbero e scoppiarono diverse guerre tra Svezia e Danimarca.

## Storia moderna
Halland, precedentemente ceduta alla Svezia per un periodo 30 anni in base alle condizioni del trattato di Brömsebro negoziato nel 1645, ora definitivamente ceduta dalla Danimarca alla Svezia
     La Scania e la contea di Bohus cedute dalla Danimarca alla Svezia
     La provincia norvegese di Trøndelag e l'isola danese di Bornholm, anch'esse cedute alla Svezia nel 1658, si ribelleranno alla Svezia e torneranno sotto il dominio danese col Trattato di Copenaghen del 1660.

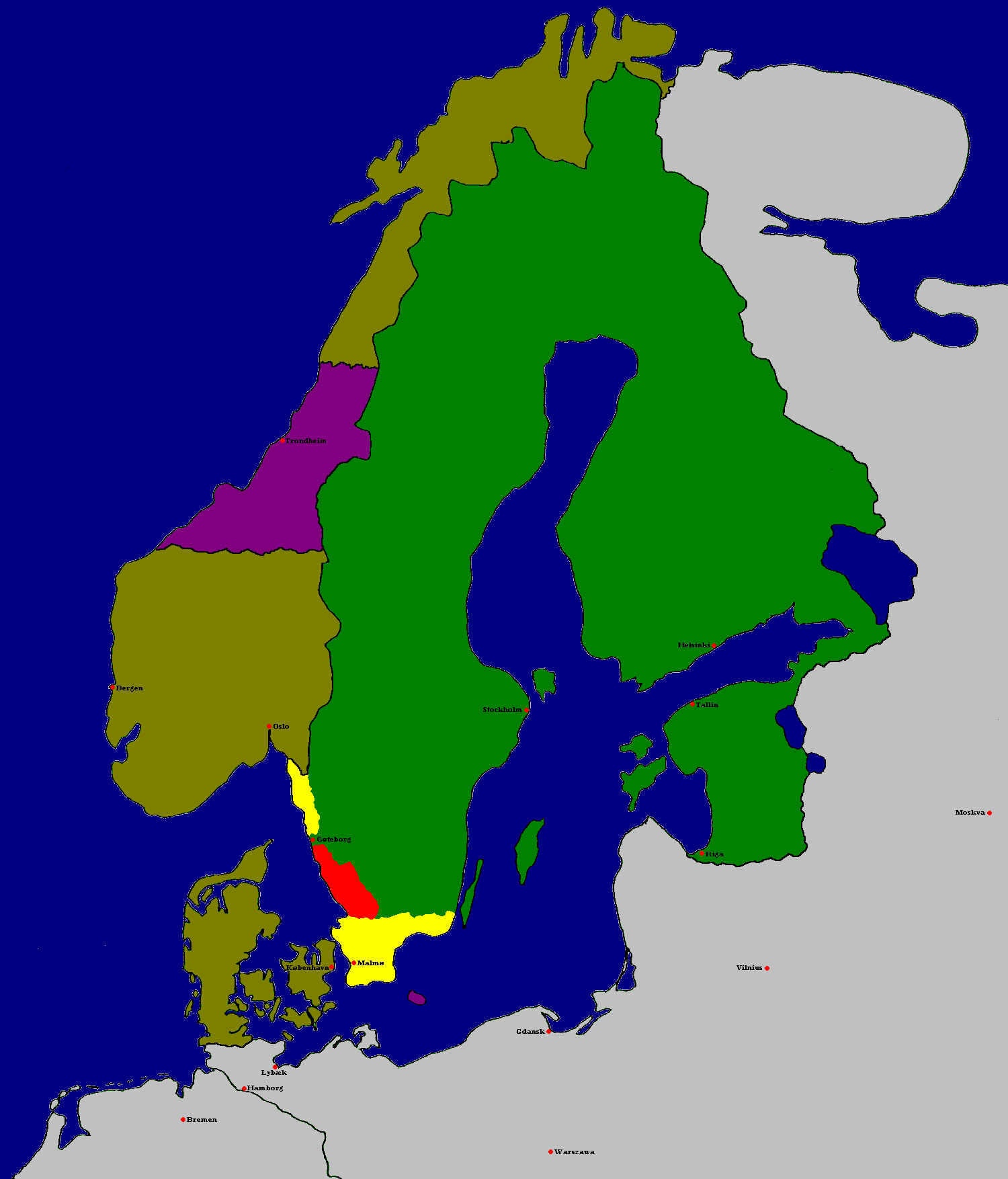
Trattato di Roskilde, 1658.
Halland, precedentemente ceduta alla Svezia per un periodo 30 anni in base alle condizioni del trattato di Brömsebro negoziato nel 1645, ora definitivamente ceduta dalla Danimarca alla Svezia
La Scania e la contea di Bohus cedute dalla Danimarca alla Svezia
La provincia norvegese di Trøndelag e l'isola danese di Bornholm, anch'esse cedute alla Svezia nel 1658, si ribelleranno alla Svezia e torneranno sotto il dominio danese col Trattato di Copenaghen del 1660.

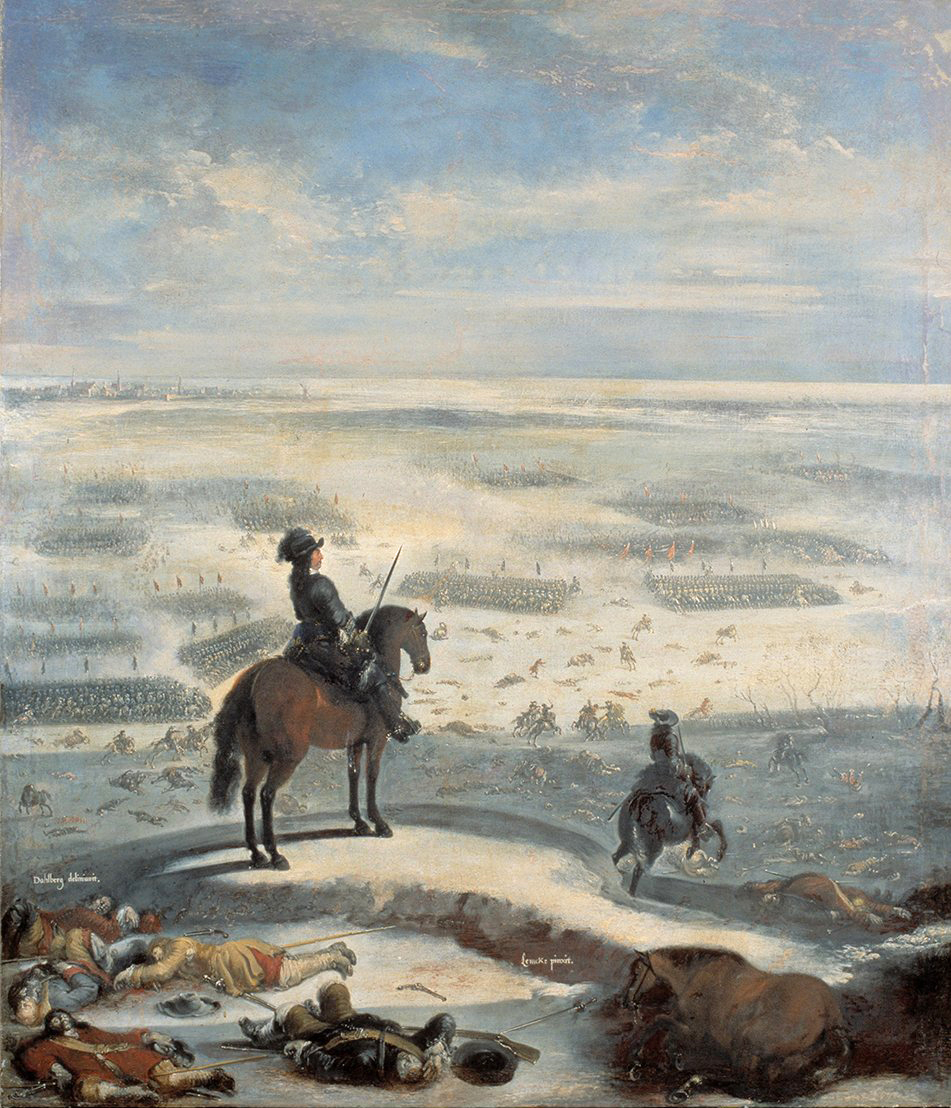
L'attraversamento del Grande Belt: dipinto di Johan Philip Lemke.
La marcia sui Belt fu una campagna compiuta dal 30 gennaio all'8 febbraio 1658 durante la seconda guerra del Nord dove re Carlo X Gustavo di Svezia guidò il suo esercito dallo Jutland attraverso il Piccolo Belt ghiacciato sino all’isola di Fionia ed al Grande Belt per raggiungere la Selandia. Il rischio era molto alto ma l'operazione riuscì e fu una schiacciante sconfitta per la Danimarca, portando alla fine del trattato di Roskilde sul finire di quell'anno, con pesanti cessioni territoriali alla Svezia.

Verso il 1530 in Scandinavia si fece largo la Riforma protestante. La ribellione armata dei contadini cattolici guidati da Skipper Clement iniziò nello Jutland settentrionale. La ribellione travolse Fionia e Zelanda. L'esercito di Cristiano III di Danimarca sconfisse sonoramente un esercito di nobili cattolici a Svenstrup il 16 ottobre 1534. Cristiano forzò una tregua con la Lega Anseatica, che aveva inviato truppe per aiutare il conte Cristoforo. L'esercito di Cristiano III, sotto Johan Rantzau, inseguì i ribelli fino ad Aalborg e poi massacrò oltre 2.000 di loro all'interno della città nel dicembre 1534.
I protestanti catturarono Skipper Clement (1534), e in seguito lo giustiziarono nel 1536. Le truppe mercenarie di Cristiano III misero fine alle speranze cattoliche sulla Zelanda e poi sulla Fionia. I ribelli della Scania arrivarono a proclamare di nuovo Cristiano II re. Il re Gustavo Vasa di Svezia inviò due eserciti separati a devastare Halland e la Scania fino alla sottomissione. Gli assedianti alla fine affamarono gli ultimi resistenti alla ribellione, Copenaghen e Malmø, fino alla resa nel luglio 1536. Nella primavera del 1536, Cristiano III aveva preso il controllo. In seguito a questa guerra civile, detta Guerra del Conte, nel 1536 la Danimarca si convertì al luteranesimo, e il paese stabilì una nuova unione con la Norvegia. Nel 1536 così nacque lo stato di Danimarca-Norvegia che univa i regni di Danimarca e Norvegia.
Il regno di Danimarca-Norvegia si arricchì durante il XVI secolo, in gran parte a causa dell'aumento del traffico attraverso l'Øresund, che i danesi potevano tassare perché la Danimarca controllava entrambi i lati dello stretto. Il commercio delle esportazioni di grano dalla Polonia ai Paesi Bassi e al resto d'Europa crebbe enormemente in questo periodo ei re danesi non esitarono a incassarlo. Il dazio venne abrogato solo nel 1840.
L'economia danese beneficiò anche della guerra degli ottant'anni (1568–1648) nei Paesi Bassi perché un gran numero di rifugiati qualificati da quell'area (la più economicamente avanzata in Europa) arrivò in Danimarca. Ciò ha contribuito a modernizzare molti aspetti della società ea stabilire legami commerciali tra Danimarca e Paesi Bassi.
Dopo l'unione con la Norvegia seguirono due secoli e mezzo di continue guerre contro la Svezia. Il re Cristiano IV iniziò la guerra di Kalmar (1611-1613), attaccando la Svezia, ma non riuscì a raggiungere il suo obiettivo principale di costringere la Svezia a rientrare nell'unione con la Danimarca. La guerra non comportò cambiamenti di tipo territoriale, ma la Svezia dovette pagare un'indennità di guerra di un milione di riksdaler svedesi d'argento alla Danimarca, una somma nota come il riscatto di Älvsborg. Cristiano si servì del denaro ottenuto per fondare diverse nuove cittadine e fortezze, tra le quali le più importanti sono Glückstadt (fondata perché rivaleggiasse con Amburgo), Christiania (dopo che un incendio aveva in precedenza distrutto la città originale), Christianshavn, Christianstad e Christiansand. Fece costruire anche diversi importanti edifici come il Børsen, la Rundetårn, Nyboder, il castello di Rosenborg, oltre che una miniera d'argento a Kongsberg ed una fabbrica di oggetti in rame a Kupfermühle.
Prendendo lo spunto dalla Compagnia olandese delle Indie orientali, fondò un'analoga compagnia danese. Cristiano progettava in questo modo di proclamare lo Sri Lanka come propria colonia, ma la compagnia si limitò ad acquistare Tranquebar sulla costa del Coromandel. Durante la guerra dei trent'anni Cristiano tentò di porsi a capo degli stati tedeschi luterani, ma subì una disastrosa sconfitta nella battaglia di Lutter, che finì con il saccheggio e l'occupazione dello Jutland da parte di un esercito cattolico guidato da Albrecht von Wallenstein.
La Danimarca riuscì ad evitare di essere costretta a fare concessioni territoriali, ma l'avanzata militare di Gustavo II Adolfo di Svezia in Germania fu interpretata come un chiaro segnale di come la potenza svedese fosse in piena ascesa, mentre quella danese fosse invece in decadenza. Nel 1643 le armate svedesi invasero lo Jutland e nel 1644 la Scania. Nel 1645, con il trattato di Brömsebro, la Danimarca cedette l'Halland, l'isola di Gotland, le ultime parti ancora in suo possesso dell'Estonia danese e varie province norvegesi.
Nel 1657 il re Federico III dichiarò nuovamente guerra alla Svezia e avanzò con l'esercito verso il Bremen-Verden. Questa mossa condusse ad una terribile sconfitta per i Danesi, e le armate del re Carlo X Gustavo di Svezia conquistarono lo Jutland, l'isola di Funen e gran parte di quella di Zealand prima di firmare nel 1658 il trattato di Roskilde, con il quale la Danimarca prese il controllo anche delle regioni di Scania, Blekinge e Trøndelag e dell'isola di Bornholm.
Carlo X Gustavo ben presto si pentì di non aver distrutto la Danimarca completamente e, nell'agosto 1658, pose Copenaghen sotto un assedio destinato a durare due anni, ma non riuscì a conquistare la capitale danese. Grazie ai trattati di pace che seguirono la Danimarca mantenne la propria indipendenza e riprese il controllo del Trøndelag e di Bornholm.
La Danimarca tentò di riprendere il controllo della Scania durante la guerra della Scania (1675-79), ma il tentativo fallì. Negli anni che seguirono la grande guerra del Nord la Danimarca riuscì invece a riconquistare parti dello Schleswig e dell'Holstein, governati dalla casata dei Duchi Holstein-Gottorp.

## Storia contemporanea

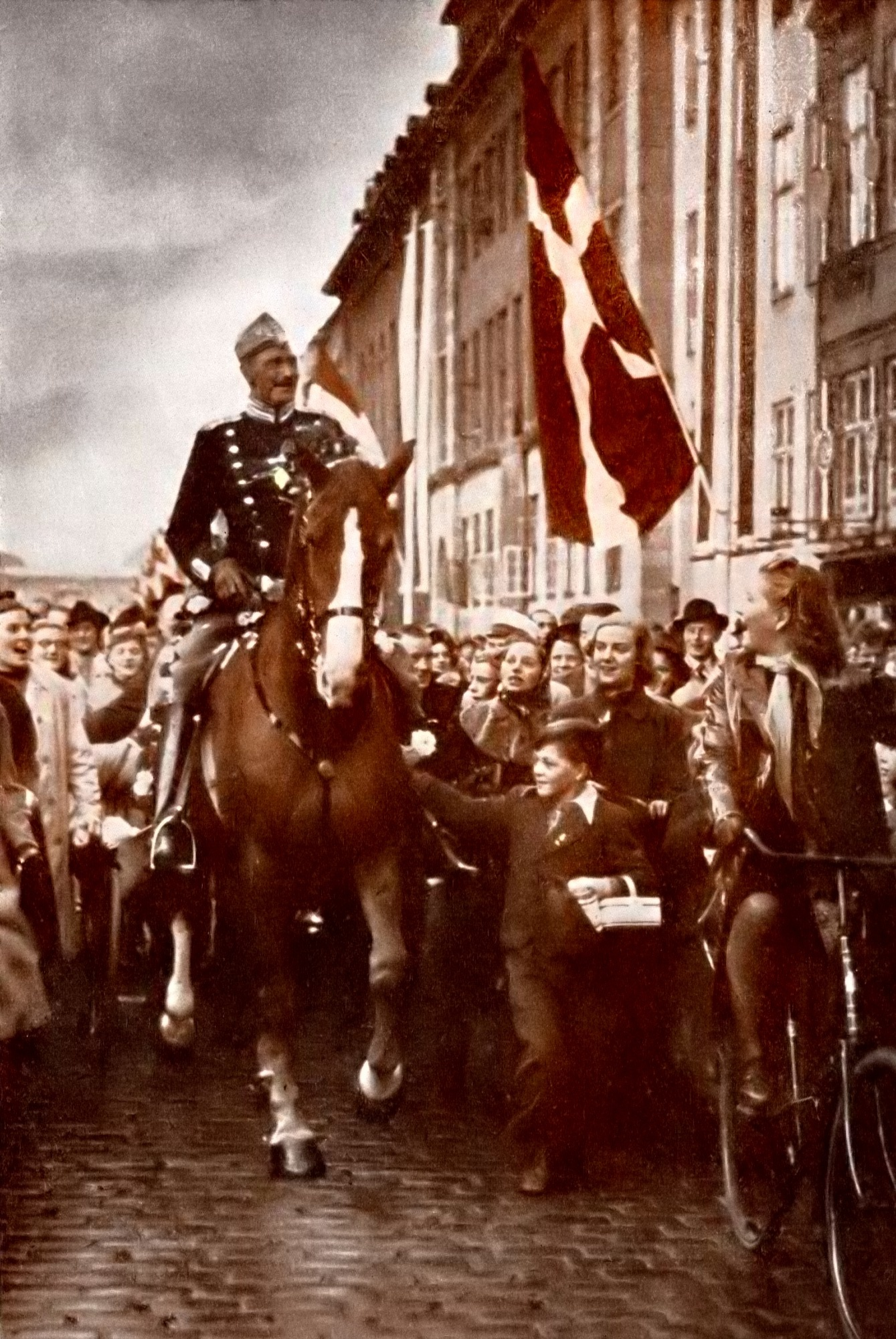
Durante l'occupazione tedesca della Danimarca, il re Cristiano X divenne un potente simbolo della sovranità nazionale. Questa immagine risale al compleanno del re, il 26 settembre 1940.

Nel periodo delle guerre napoleoniche inizialmente la Danimarca cercò di mantenere una politica di neutralità, continuando a commerciare sia con la Francia che con il Regno Unito ed entrando a far parte della Lega della neutralità armata insieme ad impero russo, impero svedese e Prussia. Il Regno Unito considerò però l'adesione alla lega come un segno di ostilità e per due volte, nel 1801 e nel 1807, attaccò Copenaghen. Con il primo scontro riuscì a sconfiggere la flotta danese, mentre nel secondo provocò l'incendio e la distruzione di ampie zone della capitale. Questi eventi portarono allo scoppio della cosiddetta guerra delle cannoniere tra Danesi ed Inglesi: il controllo da parte inglese del tratto di mare tra Danimarca e Norvegia si rivelò infine disastroso per l'economia dell'Unione scandinava e, nel 1813, la Danimarca-Norvegia finì in bancarotta.
L'Unione tra Danimarca e Norvegia si sciolse nel 1814 con il trattato di Kiel. La Norvegia entrò a far parte di una nuova unione con la Svezia, che durò fino al 1905.
La Danimarca mantenne le colonie di Islanda, le isole Fær Øer, e Groenlandia. Oltre che sulle colonie nordiche governò anche sull'India danese dal 1628 al 1869, sulla Costa d'oro danese (Ghana) dal 1658 al 1850 e sulle Indie occidentali danesi (le Isole Vergini Americane) dal 1671 al 1917.

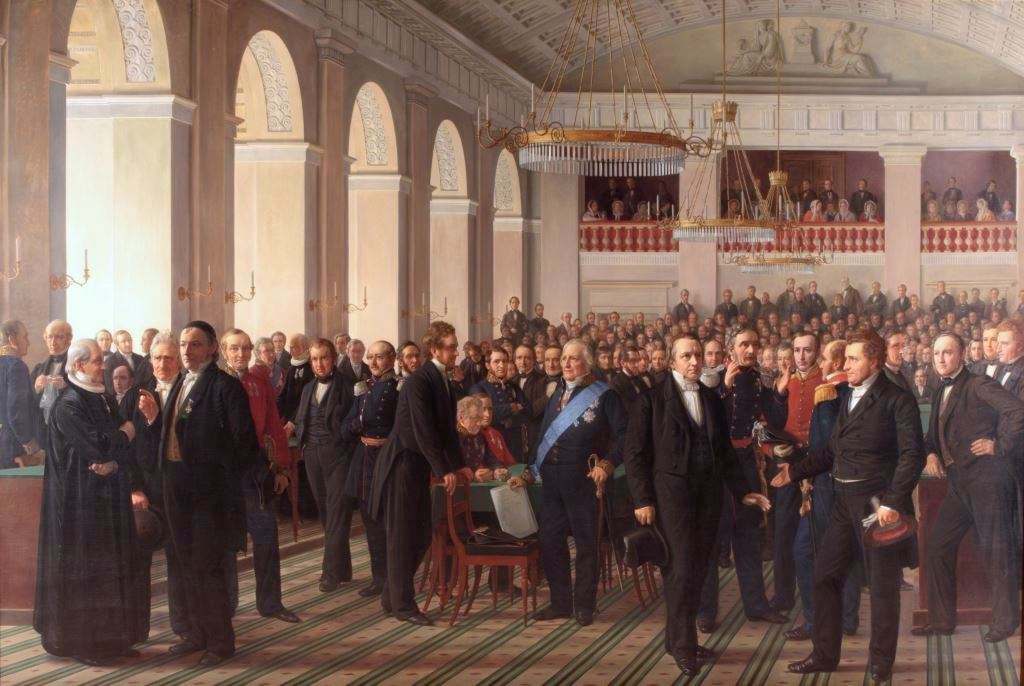
Den Grundlovsgivende Rigsforsamling (I padri fondatori della Costituzione danese) - 1860-1864 - dipinto di Constantin Hansen.

Attorno al 1830 il movimento liberale e nazionalista danese prese un grande slancio e anche grazie ad esso, in seguito alle rivoluzioni del 1848, il 5 giugno 1849 la Danimarca diventò una monarchia costituzionale.
Dopo la seconda guerra dello Schleswig (in danese Slesvig) del 1864, la Danimarca fu costretta a cedere lo Schleswig-Holstein alla Prussia, una sconfitta destinata a lasciare segni profondi sull'identità nazionale danese. A questo punto la Danimarca decise di adottare una politica di neutralità, in conseguenza della quale il paese riuscì a mantenersi neutrale nel corso della prima guerra mondiale. Dopo la sconfitta della Germania, il Trattato di Versailles offrì alla Danimarca la possibilità di riprendersi la regione dello Schleswig-Holstein: temendo la reazione degli irredentisti tedeschi la nazione scandinava rifiutò la restituzione diretta dell'intera regione e volle che fosse indetto un plebiscito, che riguardasse il ritorno sotto la propria influenza del solo Schleswig.
I due plebisciti indetti si tennero il 10 febbraio e il 14 marzo. Il 10 luglio 1920, dopo il plebiscito e la firma del re (posta il 9 luglio) sul documento di riunificazione, lo Schleswig del nord (Sønderjylland) fu riannesso alla Danimarca, insieme ai suoi 163.600 abitanti. Il giorno della riunificazione (Genforeningsdag) viene da allora celebrato ogni anno il 15 giugno (Valdemarsdag).
Nonostante il suo stato di neutralità continuasse, il 9 aprile 1940 la Danimarca fu invasa dalla Germania con l'Operazione Weserübung. Anche se le fu accordato il diritto di autoregolamentarsi (diritto che fu soppresso il 23 agosto 1943 perché il crescente movimento della resistenza danese stava mettendo in pericolo il comando militare tedesco), la Danimarca restò militarmente occupata per tutto il corso della seconda guerra mondiale. La simpatia del popolo danese andava evidentemente verso gli alleati, ma la cooperazione economica tra Germania e Danimarca continuò nonostante tutto fino al termine della guerra. 1.900 agenti di polizia danesi vennero arrestati dalla Gestapo e mandati nel campo di concentramento di Buchenwald, dal quale molti non riuscirono a tornare vivi.
Durante la guerra, nel 1944, l'Islanda votò con un referendum l'indipendenza. Poco dopo, nel 1948, le isole Fær Øer ottennero la devoluzione dei poteri. Il 14 gennaio 1972 al re Federico IX succedette la primogenita Margherita II: era dai tempi di Margherita I che in Danimarca non regnava una donna. Dopo la fine della guerra la Danimarca divenne uno dei membri fondatori delle Nazioni unite e della NATO. Nel 1973 aderì alla CEE e, più tardi all'Unione europea. Nel 1979 anche la Groenlandia ottenne la devoluzione federale dei poteri.